# عالیه (مجموعه تلویزیونی ۱۳۷۷)
عالیه یک مجموعه تلویزیونی محصول سال ۱۳۷۷ به کارگردانی مصطفی صفاری، نویسندگی و تهیه‌کنندگی می‌باشد که از شبکه پخش شد.

## بازیگران
- ثریا سلطانی
- حسن جوانمرد
- رضا رضاپور
- ساچلی سرابی
- سیاوش علامی
- علی سوزنچی
- فائقه برهانی
- ماشالله وحیدی
- مریم خشکباری
- مهدی صادقی

عباس کارخبران